# Biserica de lemn din Cremenea

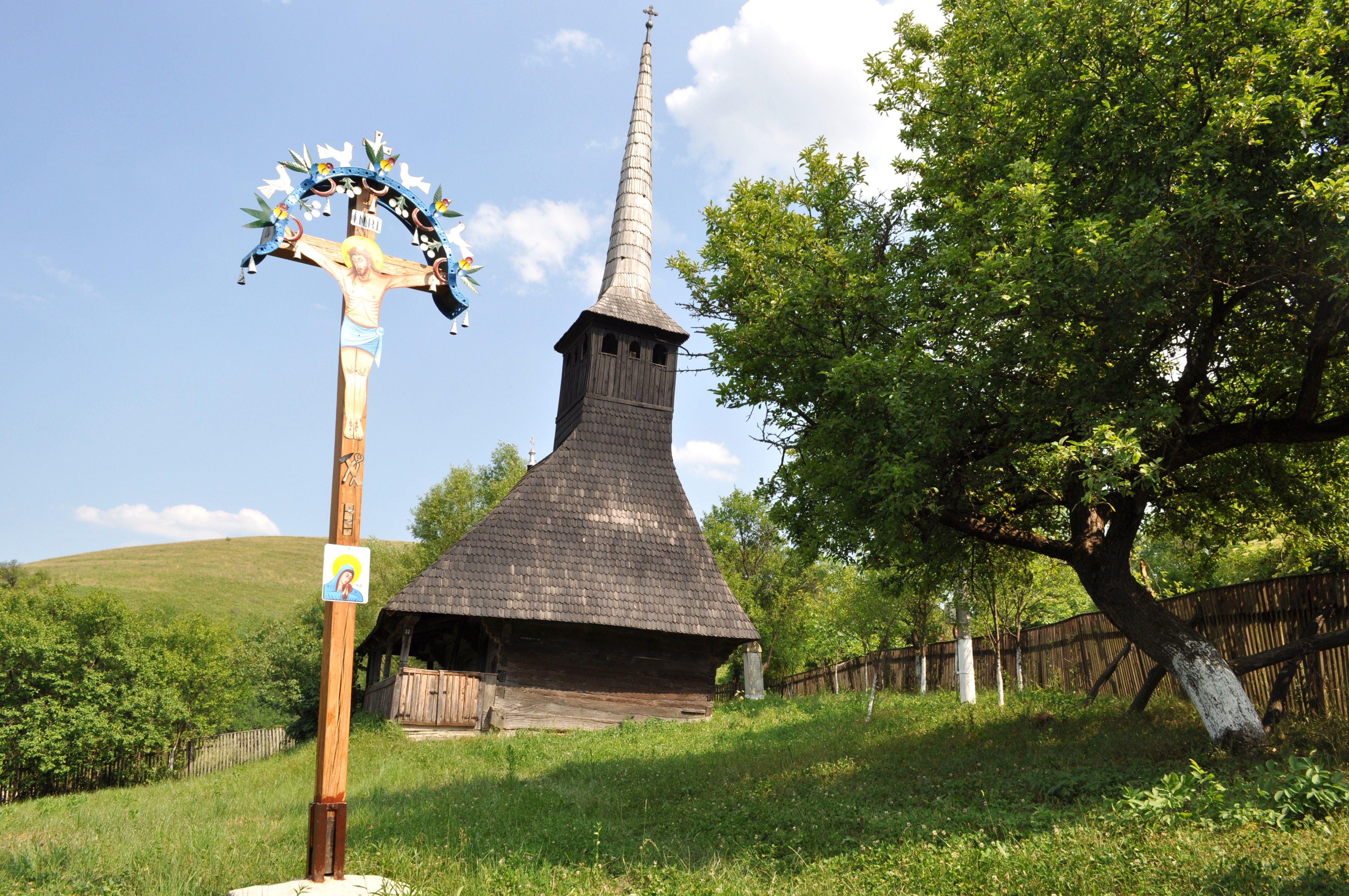
Biserica de lemn „Sfinții Arhangheli Mihail și Gavriil” din Cremenea, județul Cluj, foto: iunie 2011.

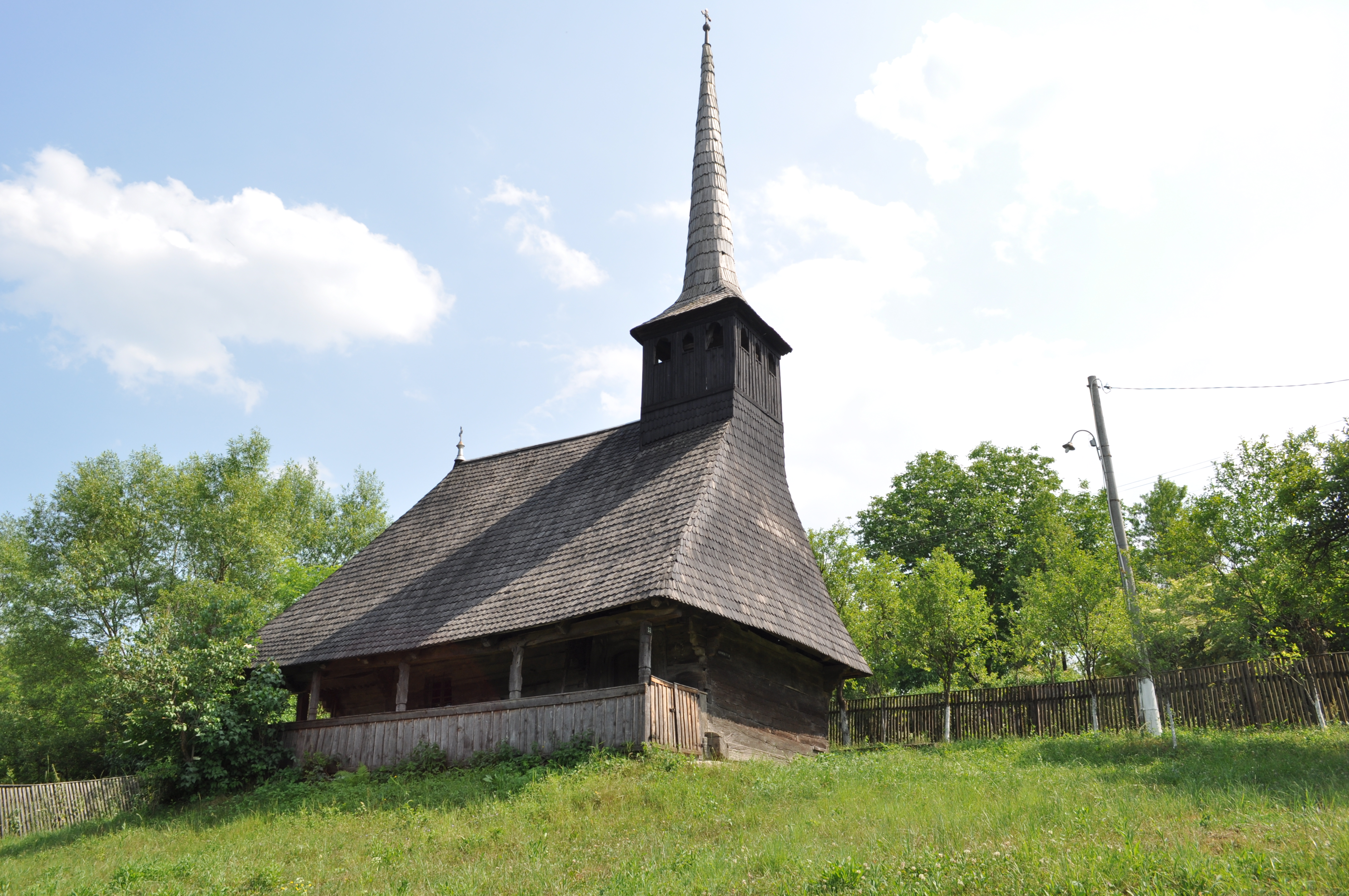
Biserica (sud-vest)

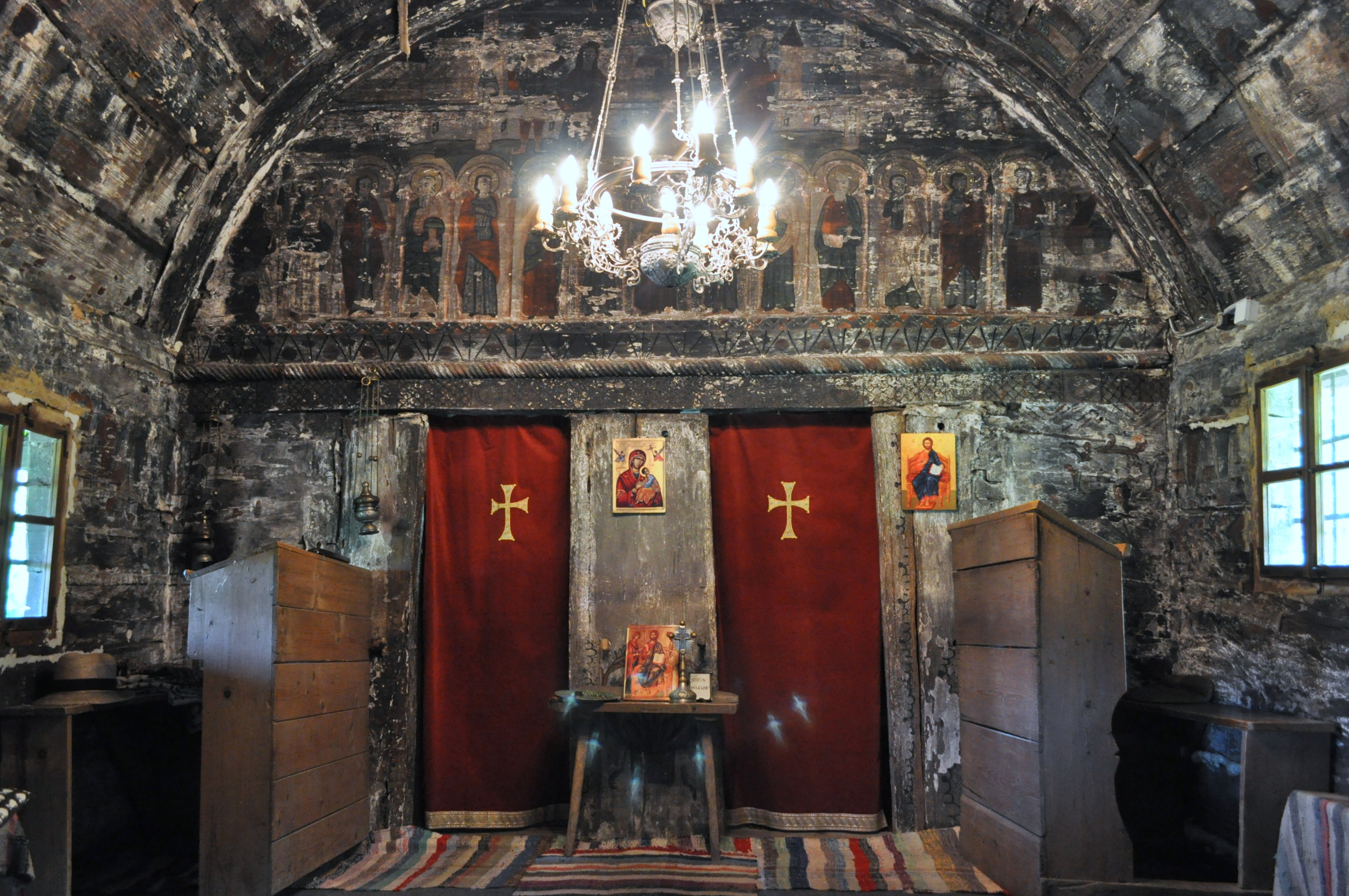
Interiorul navei

Naos: Sfinții Militari

Naos: Botezul Domnului

Naos: Duminica Tomii

Catapeteasmă: Sfinții Apostoli

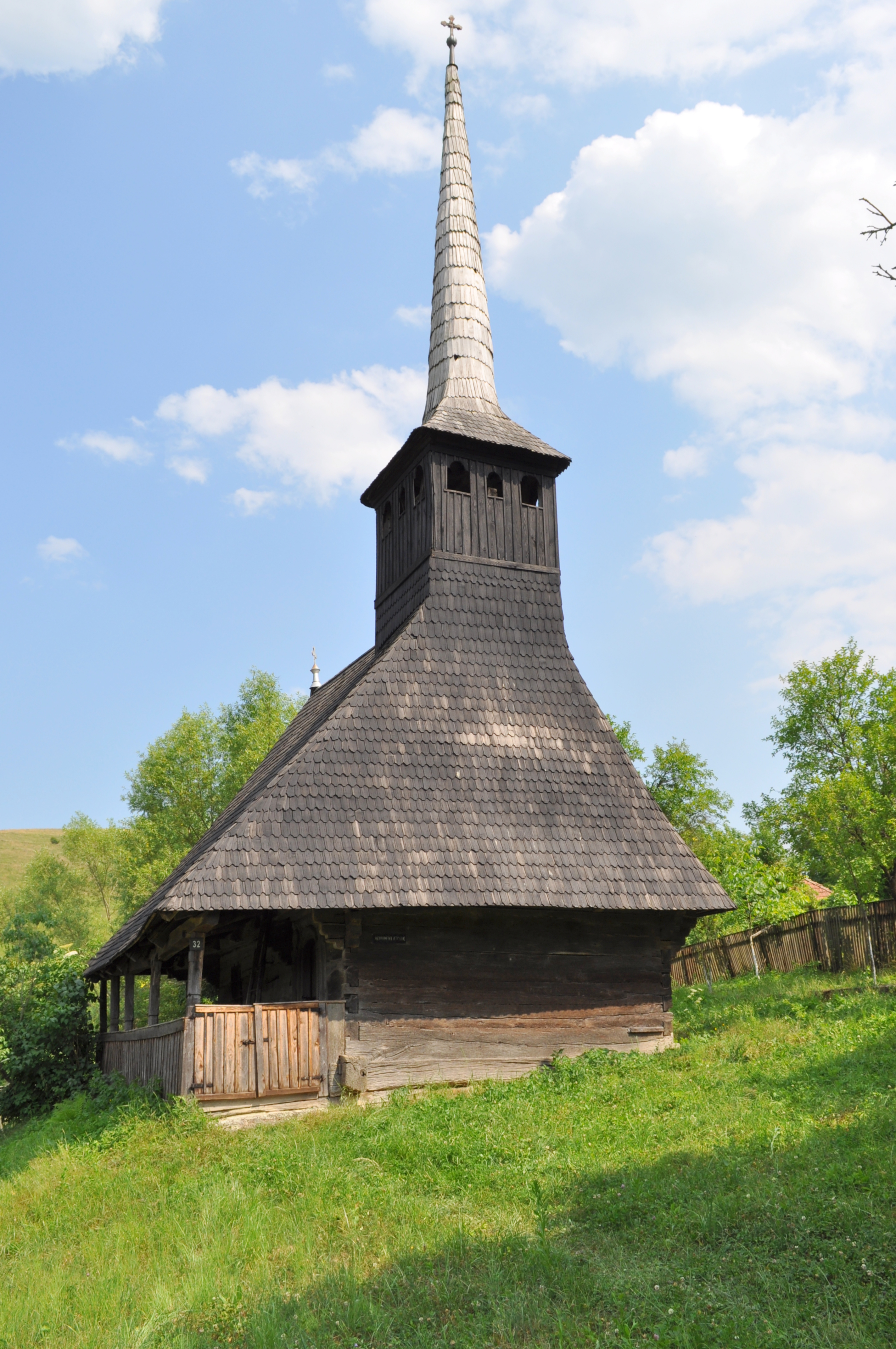
Biserica (vest)

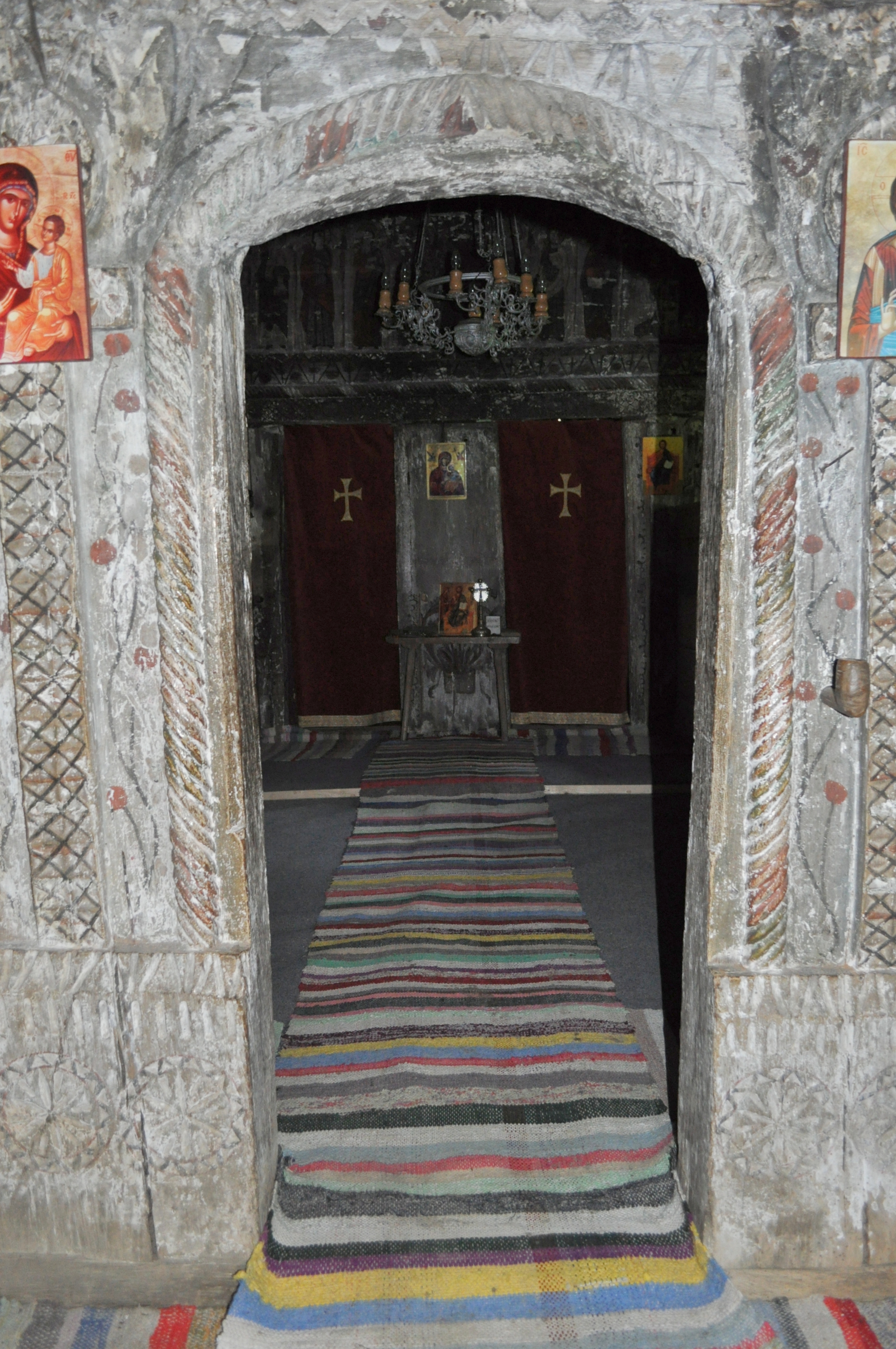
Portalul interior

Altar: Sfinții Ierarhi

Altar: Sfânta Troiță

Altar: Sfântul Apostol și Arhidiacon Ștefan

Preotul paroh Rareș Cojan

Biserica de lemn din Cremenea, comuna Bobâlna, județul Cluj, datează din anul 1677 .
Are hramul „Sfinții Arhangheli Mihail și Gavriil”. Biserica se află pe noua listă a monumentelor istorice sub codul LMI: cod LMI CJ-II-m-B-07582.

## Istoric
Biserica a fost ctitorită în 1677. Clopotul are gravat anul 1770. Pictura interioară în tempera a fost realizată în anul 1758 și necesită introducerea urgentă într-un program de conservare. Are absidă poligonală nedecroșată și un pridvor pe latura nordică.

## Imagini din exterior

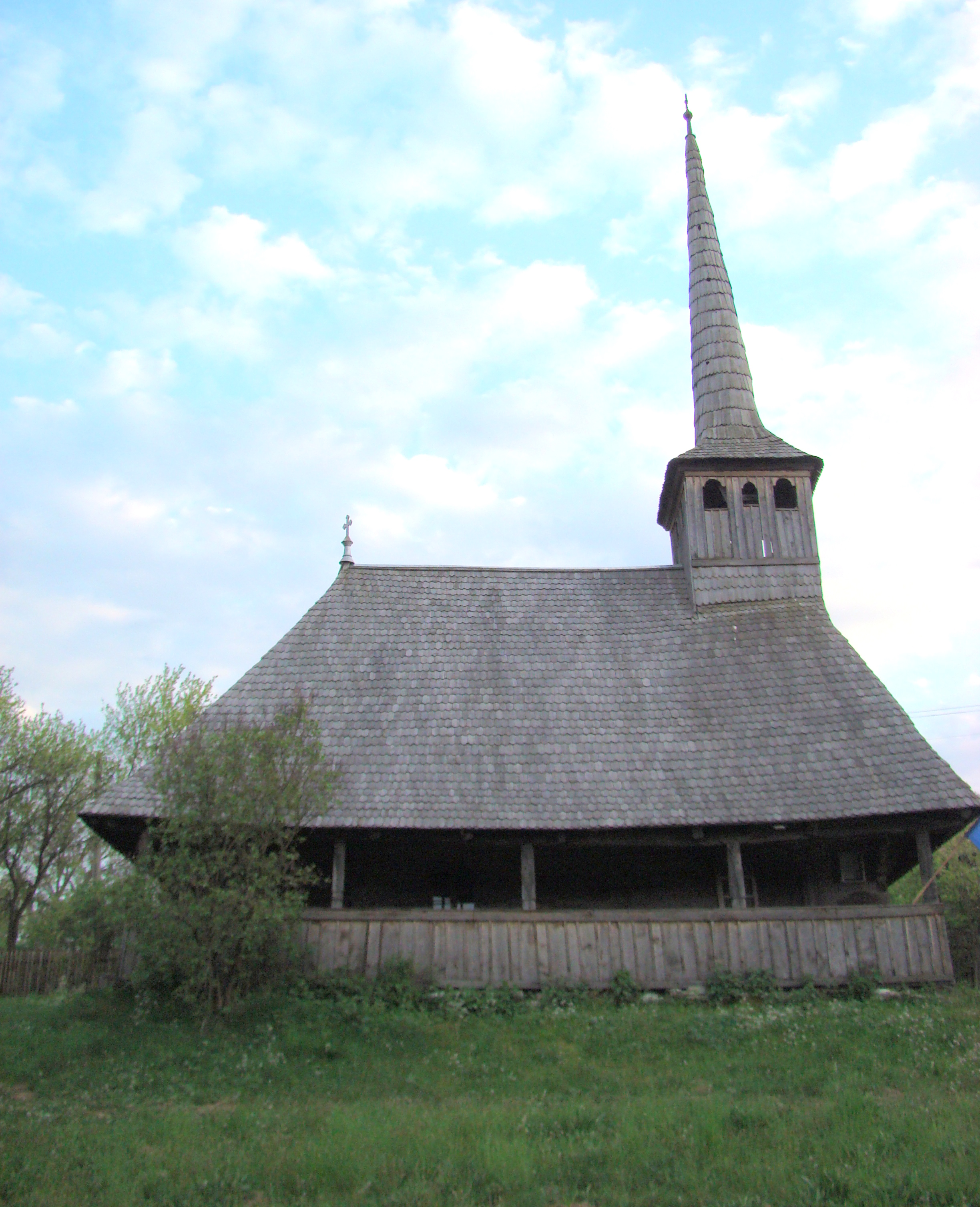
Vedere laterală
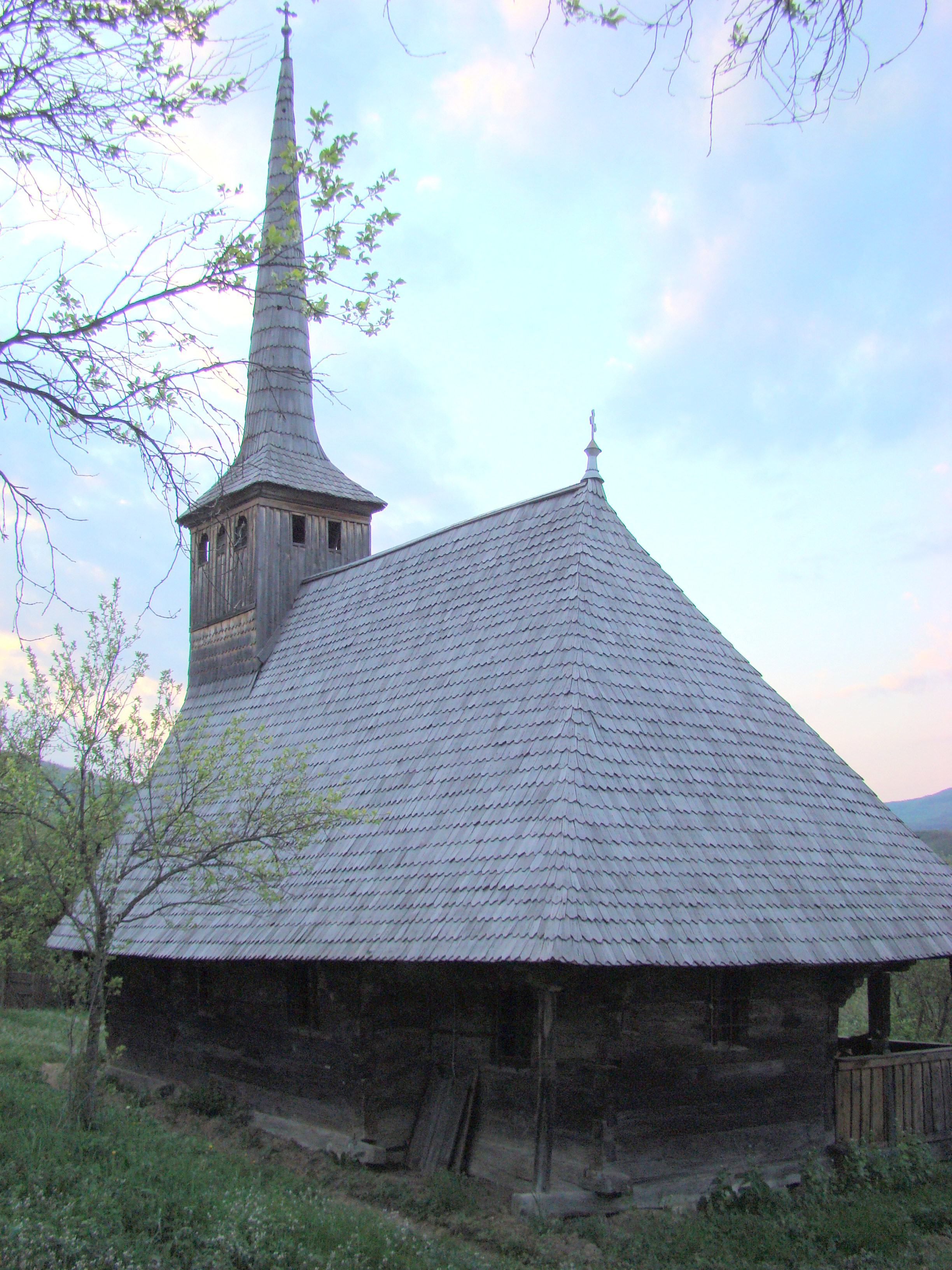
Vedere de ansamblu
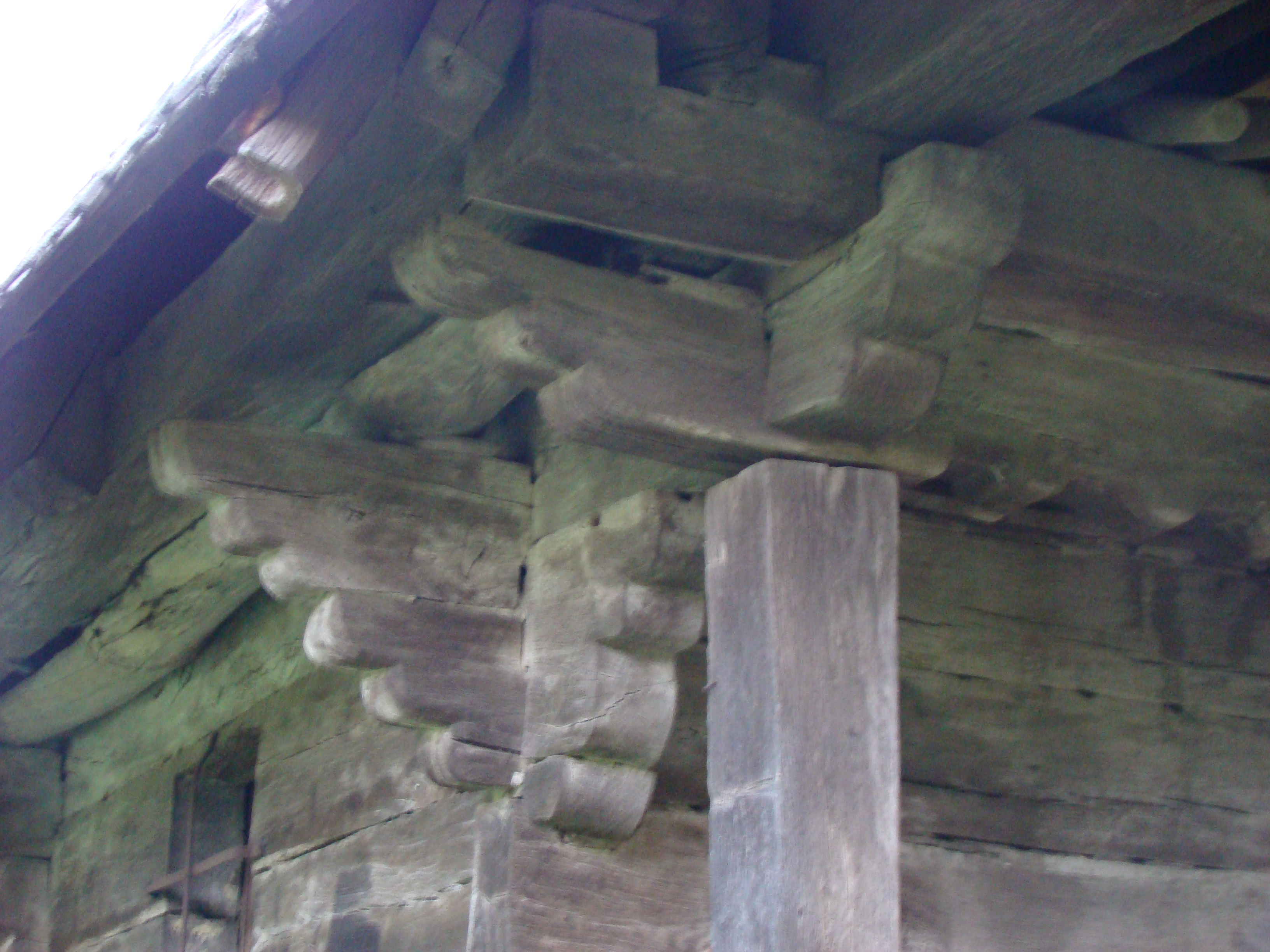
Console la biserica de lemn din Cremenea
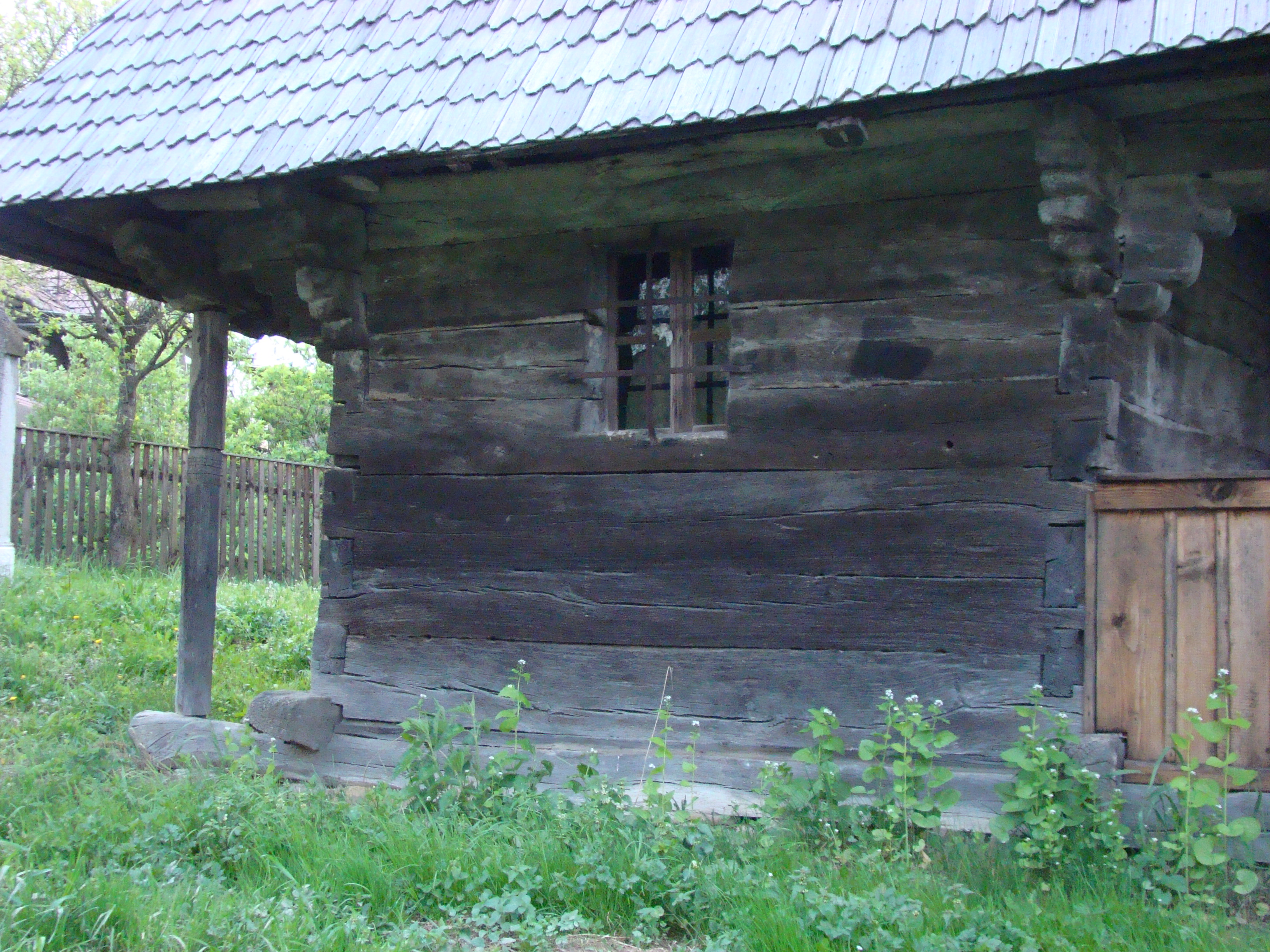
Absida altarului
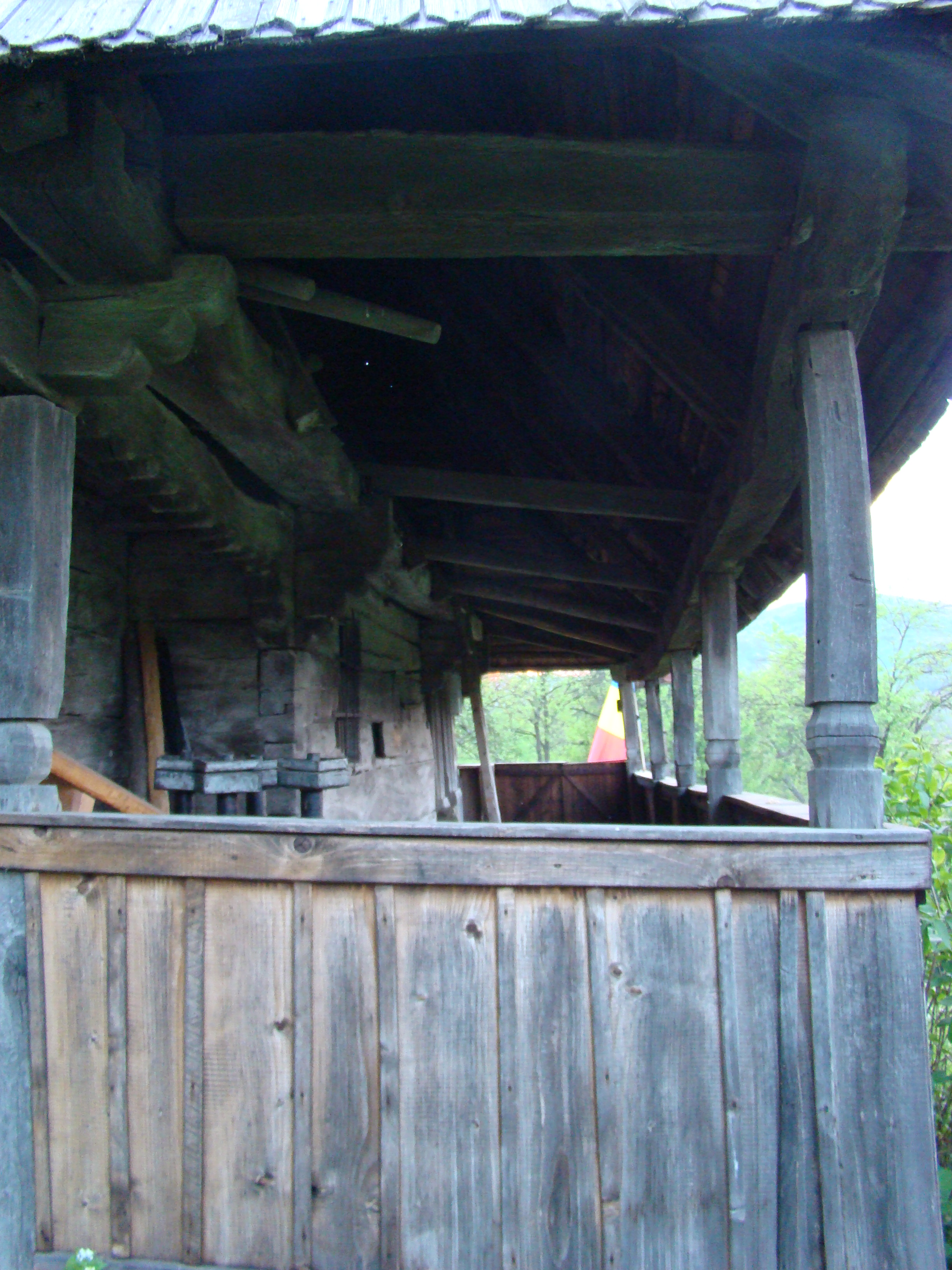
Prispa
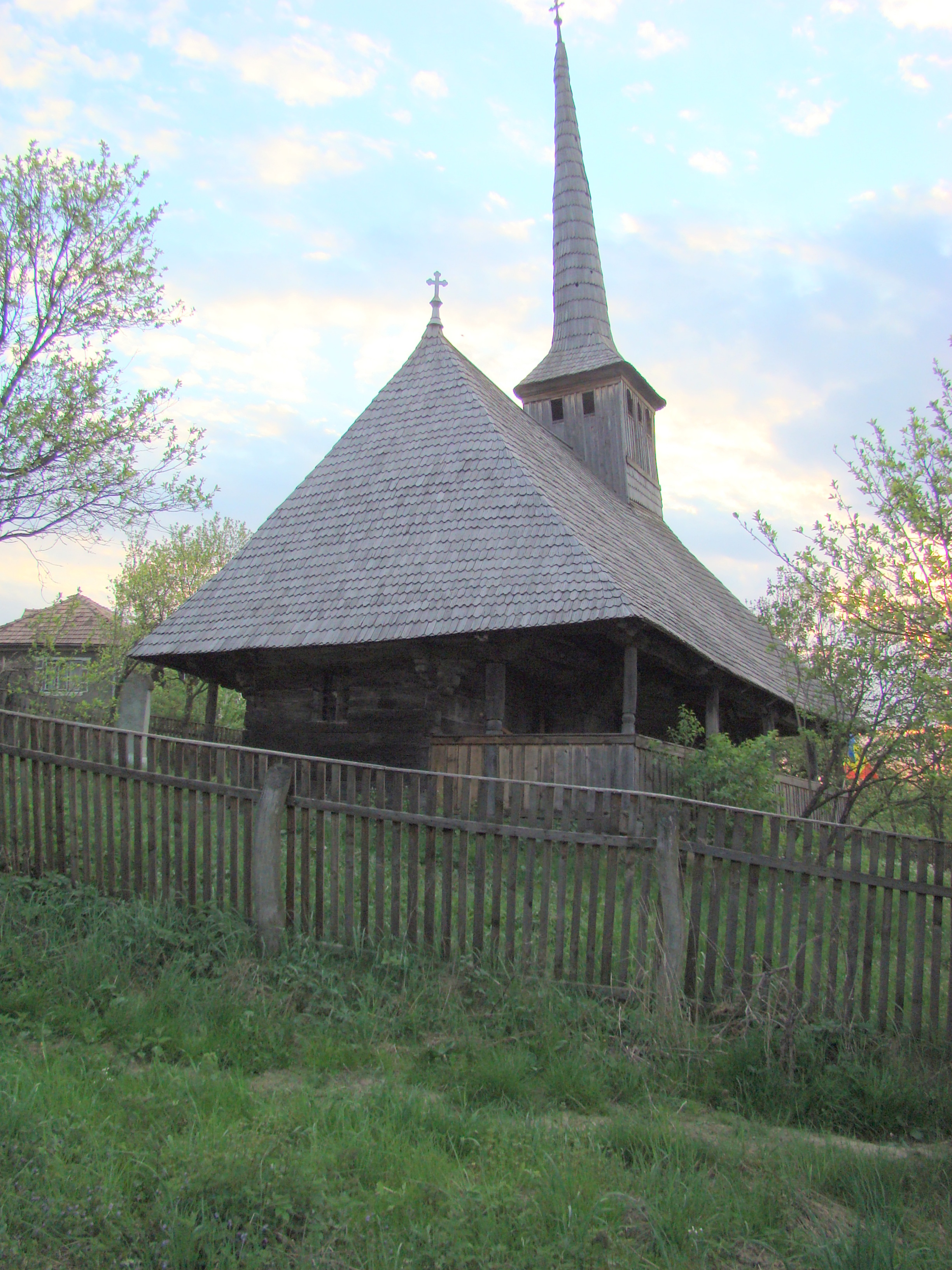
Vedere din partea de est
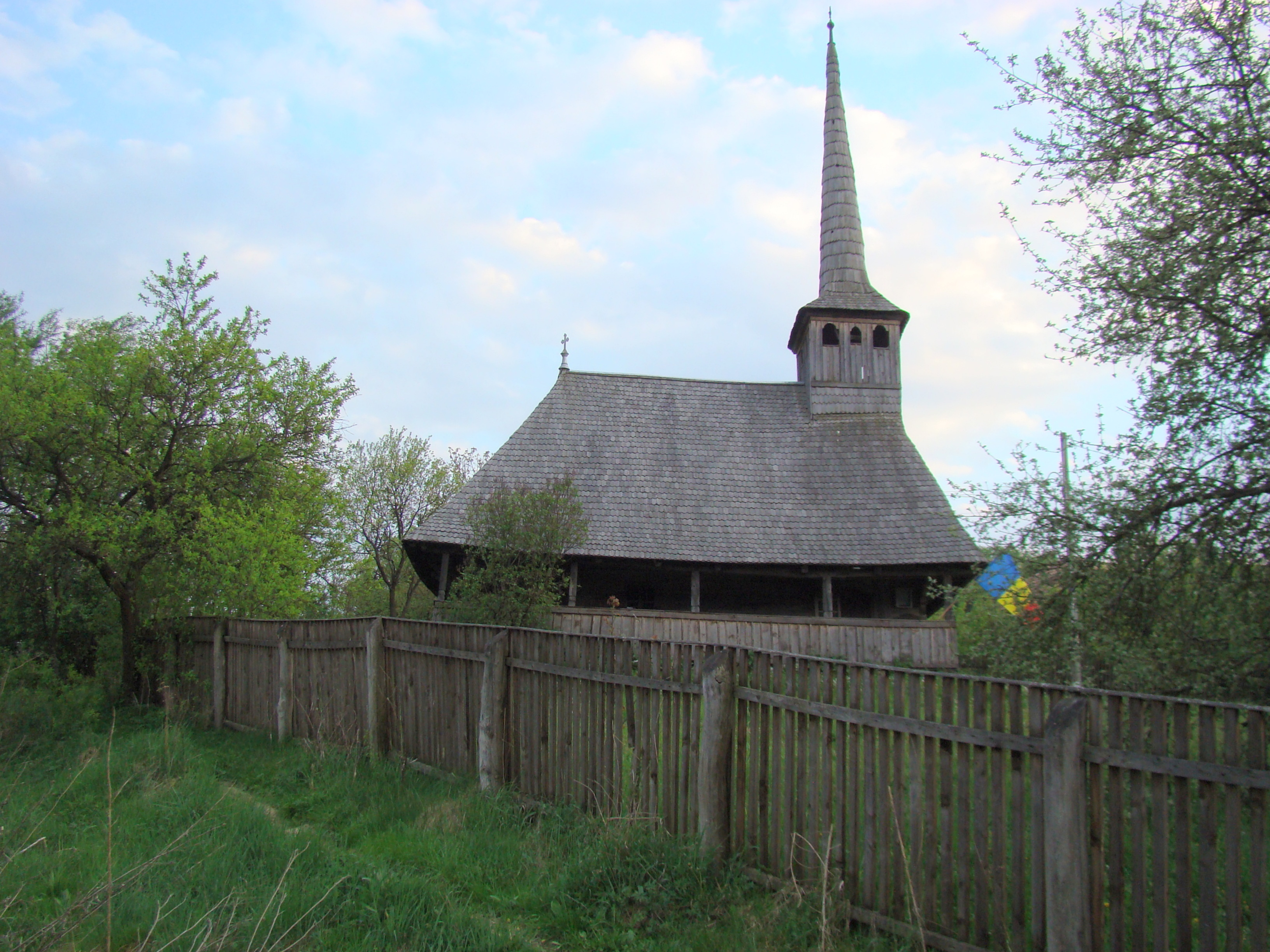
Vedere de ansamblu
Sfătul Sabin Petrean (foto dreapta)
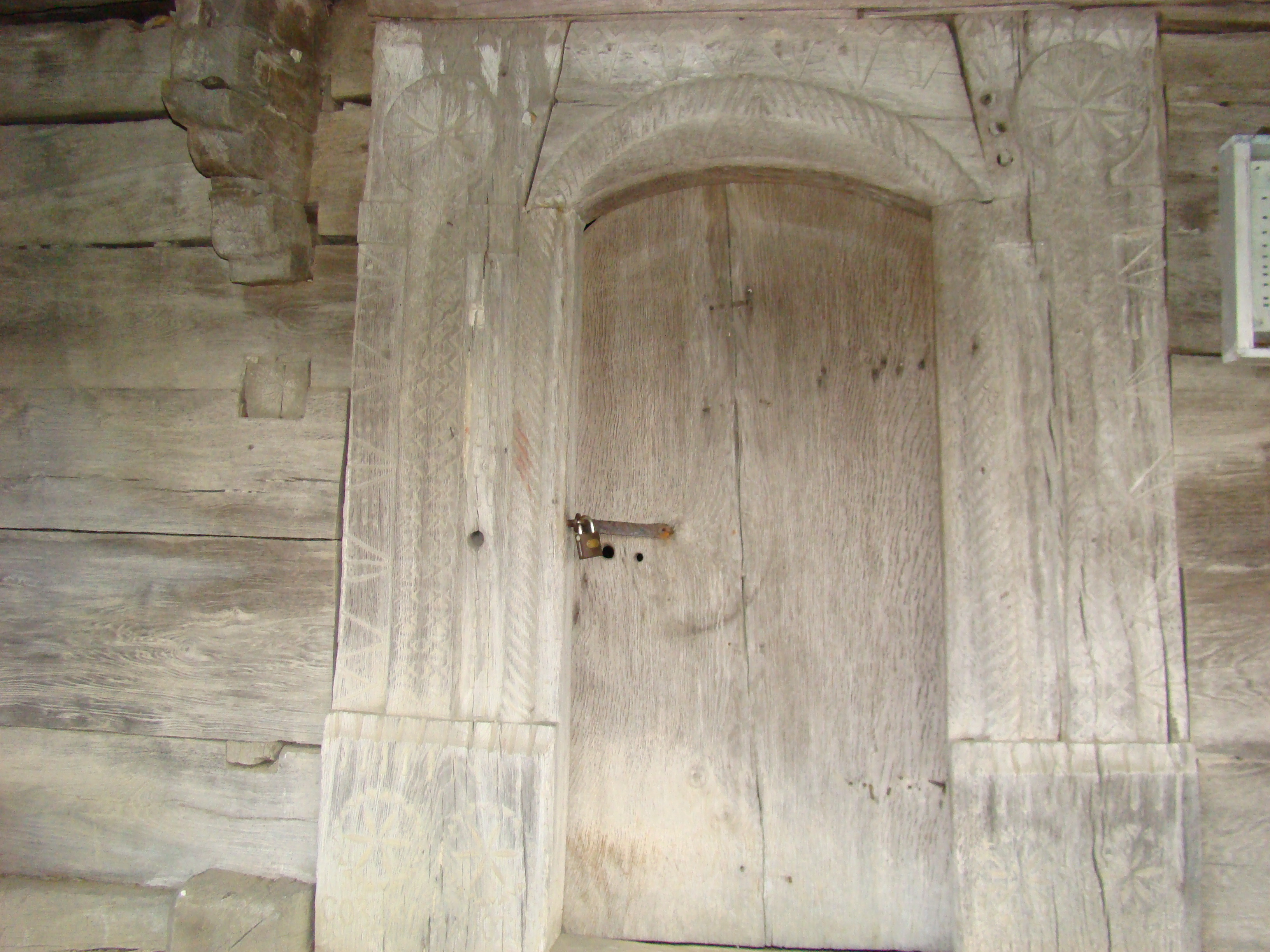

## Imagini din interior
